# نوكيا 6301

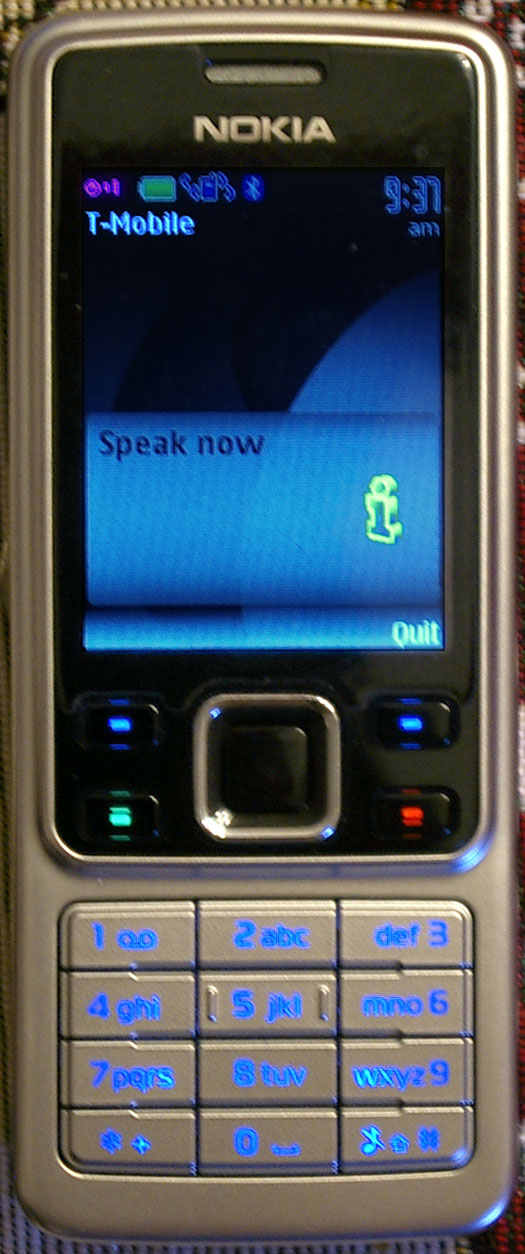
نوكيا 6301

نوكيا 6301 هو أحد أجهزة نوكيا، شركة الهواتف والتقنية النقالة. تم إصدار هذا الجهاز في 2007.